# Oesterdeichstrich
Oesterdeichstrich település Németországban, Schleswig-Holstein tartományban. Lakosainak száma 247 fő (2023. december 31.). Oesterdeichstrich Warwerort községgel határos.

## Népesség
A település népességének változása:
| Lakosok száma | 212  | 236  | 269  | 262  | 331  | 336  | 247  |
|               | 1975 | 2014 | 2017 | 2019 | 2021 | 2022 | 2023 |